# Acanthozoon
Genre
Synonymes
- Licheniplana Heath & McGregor, 1912
- Thysanoplana Plehn, 1896

Acanthozoon est un genre de vers plats marins polyclades de la famille des Pseudocerotidae.

## Description
Le genre Acanthozoon est caractérisé physiquement par une surface dorsale papillée et des bords "ondulés".
Les espèces de ce genre ont un pharynx complexe et très plissé. Les pseudo-tentacules sont petites et pointent comme des oreilles. Les taches oculaires sont nombreuses et rassemblées dans un ensemble formant une sorte de U. 
Du fait de leur surface dorsale papillée, ils sont facilement confondus avec les espèces du genre Thysanozoon, qui sont également dotés de papilles dorsales. Cependant le genre Acanthozoon ne possède qu'un seul organe copulatif mâle contrairement aux membres du genre Thysanozoon.

## Systématique
Le nom valide complet (avec auteur) de ce taxon est Acanthozoon Collingwood, 1876.
Acanthozoon a pour synonymes les genres suivants :
- Licheniplana Heath & McGregor, 1912
- Thysanoplana Plehn, 1896

### Liste des espèces
Selon la base de données World Register of Marine Species (26 novembre 2023), le genre Acanthozoon contient les espèces suivantes :
- Acanthozoon albopapillosum Hyman, 1959
- Acanthozoon albopunctatum Prudhoe, 1978
- Acanthozoon alderi (Collingwood, 1876)
- Acanthozoon allmani (Collingwood, 1876)
- Acanthozoon aranfaibo Cuadrado, Moro & Norena, 2017
- Acanthozoon armatum (Kelaart, 1858)
- Acanthozoon auropunctatum (Kelaart, 1858)
- Acanthozoon boehmigi (Stummer-Traunfels, 1895)
- Acanthozoon fuscobulbosum Dixit, Sivaperuman & Raghunathan, 2018
- Acanthozoon hispidum (Du Bois-Reymond Marcus, 1955)
- Acanthozoon indicum (Plehn, 1896)
- Acanthozoon lepidum (Heath & McGregor, 1912)
- Acanthozoon maculosum (Pearse, 1938)
- Acanthozoon marginatum (Plehn, 1896)
- Acanthozoon obscurum (Stummer-Traunfels, 1895)
- Acanthozoon ovale (Schmarda, 1859)
- Acanthozoon papilionis (Kelaart, 1858)
- Acanthozoon plehni (Laidlaw, 1902)
- Acanthozoon semperi (Stummer-Traunfels, 1895)

Synonymes, reclassements
Les reclassements sont faits à l'intérieur de la famille des Pseudocerotidae.
- l'espèce Acanthozoon albopapillosus Hyman, 1959 est Acanthozoon albopapillosum Hyman, 1959
- l'espèce Acanthozoon albopunctatus Prudhoe, 1978 est Acanthozoon albopunctatum Prudhoe, 1978
- l'espèce Acanthozoon hispidus Du Bois-Reymond Marcus, 1955 est Acanthozoon hispidum (Du Bois-Reymond Marcus, 1955)
- l'espèce Acanthozoon micropapillosum (Kato, 1934) est reclassée en Pseudoceros micropapillosus Kato, 1934
- l'espèce Acanthozoon micropapillosus (Kato, 1934) est reclassée en Pseudoceros micropapillosus Kato, 1934
- l'espèce Acanthozoon nigropapillosum Hyman, 1959 est Acanthozoon nigropapillosus Hyman, 1959, qui est reclassée en Thysanozoon nigropapillosum  (Hyman, 1959)
- l'espèce Acanthozoon nigropapillosus Hyman, 1959 est reclassée en Thysanozoon nigropapillosum (Hyman, 1959)
- l'espèce Acanthozoon papilio (Kelaart, 1858) est Acanthozoon papilionis (Kelaart, 1858)